# Irodes
Irodes is een geslacht uit de Taeniacanthidae, een familie uit de orde Poecilostomatoida van de Copepoda of eenoogkreeftjes.

## Soorten
- I. callionymi
- I. gracilis
- I. kuwaitensis
- I. longicaudus
- I. parupenei
- I. remipes
- I. sauridi
- I. upenei